# Agasarahalli, Hosadurga
Agasarahalli là một làng thuộc tehsil Hosadurga, huyện Chitradurga, bang Karnataka, Ấn Độ.